# Miss Earth México 2018
Miss Earth México 2018 fue la 12.ª  edición del certamen Miss Earth México la cual se realizó en la Plaza Principal del Pez Vela en el Puerto de Manzanillo, Colima el domingo 3 de junio de 2018. Treinta y dos candidatas de toda la República Mexicana compitieron por el título nacional, el cual fue ganado por Melissa Flores de Michoacán quien compitió en Miss Tierra 2018 en Filipinas logrando la corona de Miss Earth-Fire (3.ª Finalista). Flores fue coronada por la Miss Earth México saliente Karen Bustos, convirtiéndose en la primera michoacana en ir a Miss Tierra.
Por primera vez en la historia del concurso, en la final nacional estuvieron como invitadas especiales tres Reinas Internacionales: Karen Ibasco Miss Tierra 2017, Juliana Franco Miss Earth-Water 2017 y Verónica Salas Miss Intercontinental 2017.
Semanas después del concurso, el día 16 de julio, se hizo oficial la designación de Alondra Cabrera de Puebla arumbo a Miss Freedom of the World 2018 en Kosovo, obteniendo por primera vez para México la corona internacional. El 24 de septiembre, fue anunciada la designación de Paola Tanguma de Nuevo León rumbo a The Miss Globe 2018 en Albania. El 20 de noviembre se hizo oficial la designación de Lorena González de Querétaro rumbo a Miss Tourism World Intercontinental 2019 en China logrando colocarse dentro del Top 10. El día 21 de noviembre se anunció la designación de Karen Cárdenas de Chihuahua rumbo a Miss Atlántico Internacional 2018 en Uruguay. El día 22 de noviembre se hizo oficial la designación de Anielka Siles de Chiapas para competir en el certamen Reina Internacional del Trópico 2018 en Honduras, donde logró obtener la corona internacional. El día 15 de noviembre de 2019 se hizo oficial la designación de Rubí Moreno de Hidalgo rumbo al nuevo certamen International Tourism Image Ambassador 2019 a realizarse en China, sin embargo debido a la COVID-19 el certamen fue suspendido; así mismo el día 27 de octubre de 2020 fue anunciada como la representante del país en The Miss Globe 2020 en Albania, sin embargo no se concretó su participación. En 2024 Yohana Mejorada fue designada rumbo a Miss Freedom of the World 2024 en Kosovo, sin embargo no se concretó su participación debido a logística en  vuelos.

## Resultados
| Posición               | Candidata |
| Miss Earth México 2018 | - Michoacán - Melissa Flores |
| Miss Earth Water 2018  | - Jalisco - Fernanda Contreras |
| Miss Earth Air 2018    | - Querétaro - Lorena González |
| Miss Earth Fire 2018   | - Sinaloa - Rubí Pérez (Destituida) - Nuevo León - Paola Tanguma (Asumió) |
| Top 8                  | - Chiapas - Anielka Siles - Colima - Mitzy Medina - Puebla - Alondra Cabrera |
| Top 18                 | - Aguascalientes - Elizabeth Salas - Baja California - Alitzel Martínez - Campeche - Diana Rodríguez - Chihuahua - Karen Cárdenas - Estado de México - Mariel Guerrero - Hidalgo - Rubí Moreno - Nayarit - Itzel López - Tamaulipas - Eréndira Sobrebilla - Veracruz - Gloria del Ángel - Yucatán - Daniela Compañ |

## Áreas de competencia

### Semifinal
La competencia semifinal se realizó en el Hotel Grand Isla Navidad Resort del puerto de Manzanillo, Colima el jueves 31 de mayo, tres días antes de la competencia final. Previo al final del evento, todas las candidatas desfilaron en traje de baño y traje de noche como parte de la selección de las 18 semifinalistas. El nombre de las 18 concursantes que formaron parte del Top 18 fue revelado durante el inicio en vivo del evento final. La parte musical estuvo a cargo del grupo Zona 3 y la conducción del evento estuvo a cargo de Verónica Salas y Karen Bustos.

#### Jurado Preliminar
- Prince Julio César - Director de Miss Earth Venezuela y diseñador de modas
- Karen Ibasco - Miss Tierra 2017
- Juliana Franco - Miss Earth-Water 2017
- Noé Soto - Diseñador de modas
- Lic. Juan Carlos Rincones - Director General de Grand Isla Navidad Resort
- Casandra Becerra - Miss Earth México 2011
- Irma Cebada - Coordinadora de Franquicias Internacionales de Miss Earth México
- Ricardo Patraca - Orfebre
- Itzel Astudillo - Miss Earth México 2016
- Isaura Espinoza - Actriz de televisión
- Dr. Carlos Cruz - Cirujano plástico

### Final
La gala final fue transmitida en vivo vía satélite a través del canal TVC para todo México y mediante Facebook Live a través del Canal 12 de Colima desde la Plaza Principal del Pez Vela en el Puerto de Manzanillo, Colima el domingo 3 de junio de 2018. La conducción del evento estuvo a cargo de Verónica Salas.
El grupo de 18 semifinalistas se dio a conocer durante la competencia final: todas ellas seleccionadas por un jurado preliminar, donde eligieron a las concursantes que más destacaron en las tres áreas de competencia durante la etapa preliminar.
- Las 18 semifinalistas desfilaron en una nueva ronda en traje de baño y traje de noche, además de contestar preguntas que fueron enviadas por el público usuario, a través del correo electrónico oficial de Miss Earth México, donde salieron de la competencia 10 de ellas.
- Las 8 finalistas contestaron lo que piensan sobre diversos #Hashtag previamente seleccionados, esta respuesta fue contra reloj pues tenían 20 segundos para contestar, procurando ser lo más exactas y claras posibles. De esta manera el panel de jueces consideró la impresión general que dejó cada una de las finalistas para votar y definir a las ganadoras de los 4 elementos.

#### Jurado Final
- Isaura Espinoza - Actriz de televisión
- Irma Cebada - Coordinadora de Franquicias Internacionales de Miss Earth México
- Prince Julio César - Director de Miss Earth Venezuela y diseñador de modas
- Juliana Franco - Miss Earth-Water 2017
- Casandra Becerra - Miss Earth México 2011
- Paul Marsell - Director Nacional de Miss Earth México

### Premios Especiales
| Premio                         | Candidata                            |
| Miss Simpatía                  | - Querétaro - Lorena González        |
| Miss Fotogenia                 | - Campeche - Diana Rodríguez         |
| Miss Eco Warrior               | - Zacatecas - Mariana Melo           |
| Miss Social Media              | - Veracruz - Gloria del Ángel        |
| Reina de la Marina Nacional    | - Colima - Mitzy Medina              |
| Mejor en Traje de Baño         | - Jalisco - Fernanda Contreras       |
| Mejor en Vestido de Noche      | - Sinaloa - Rubí Pérez               |
| Mejores Piernas                | - Colima - Mitzy Medina              |
| Mejor Proyecto Ecológico       | - Sinaloa - Rubí Pérez               |
| Mejor Traje Típico             | - Campeche - Diana Rodríguez         |
| Mejor Traje Reciclado          | - Colima - Mitzy Medina              |
| Embajadora Turística de Colima | - Sonora - Karen Flores              |
| Miss Aroma Coco Internacional  | - Estado de México - Mariel Guerrero |

## Candidatas
| Estado              | Candidata                          | Edad | Estatura | Residencia         |
| Aguascalientes      | Elizabeth Guadalupe Salas González | 19   | 1.69     | Aguascalientes     |
| Baja California     | Alitzel Martínez Cortéz            | 21   | 1.81     | Tijuana            |
| Baja California Sur | Anelyz Ávila Gómez                 | 19   | 1.68     | La Paz             |
| Campeche            | Diana Laura Rodríguez Espadas      | 20   | 1.70     | Escárcega          |
| Chiapas             | Anielka Janire Siles Zeledón       | 21   | 1.70     | Tuxtla Gutiérrez   |
| Chihuahua           | Karen Lizeth Cárdenas Almanza      | 23   | 1.75     | Ciudad Juárez      |
| Ciudad de México    | Yohana Mejorada Rodríguez          | 22   | 1.72     | Ciudad de México   |
| Coahuila            | Alondra Guel Errisuris             | 21   | 1.68     | Castaños           |
| Colima              | Mitzy Aurora Medina Cortés         | 18   | 1.72     | Tecomán            |
| Durango             | María Fernanda Álvarez Torres      | 19   | 1.78     | Durango            |
| Estado de México    | Mariel Guerrero Castaño            | 25   | 1.78     | Toluca             |
| Guanajuato          | Alexia Zazueta Zárate              | 19   | 1.75     | Celaya             |
| Guerrero            | Michelle Jaimes Mendoza            | 24   | 1.71     | Tlapehuala         |
| Hidalgo             | Rubí Moreno Garrido                | 24   | 1.74     | Tulancingo         |
| Jalisco             | María Fernanda Contreras Lomelí    | 23   | 1.77     | Zapopan            |
| Michoacán           | Melissa Flores Godínez             | 20   | 1.82     | San Pedro Cahro    |
| Morelos             | Laura Nataly García Mora           | 19   | 1.68     | Cuernavaca         |
| Nayarit             | Itzel Miroslava López Moreno       | 23   | 1.74     | Tepic              |
| Nuevo León          | Paola Sofía Tanguma Villarreal     | 22   | 1.75     | Monterrey          |
| Oaxaca              | Jemima Camacho Medina              | 18   | 1.74     | Loma Bonita        |
| Puebla              | Alondra Scarlett Cabrera Tenorio   | 23   | 1.70     | San Andrés Cholula |
| Querétaro           | Lorena González Ortega             | 19   | 1.83     | Querétaro          |
| Quintana Roo        | Michelle Domínguez                 | 21   | 1.70     | Cancún             |
| San Luis Potosí     | Michelle Damarys García Tapia      | 23   | 1.80     | San Luis Potosí    |
| Sinaloa             | Alejandra Rubí Pérez López         | 20   | 1.78     | Culiacán           |
| Sonora              | Karen Paola Flores Bojórquez       | 20   | 1.78     | Ciudad Obregón     |
| Tabasco             | Yaritza Michell Rivera Pérez       | 22   | 1.70     | Puente Nacional    |
| Tamaulipas          | Eréndira Sobrevilla Desilos        | 20   | 1.78     | Aldama             |
| Tlaxcala            | Jessica Hernández León             | 18   | 1.68     | Tlaxcala           |
| Veracruz            | Gloria Elvira del Ángel Mar        | 21   | 1.68     | Chontla            |
| Yucatán             | Daniela Sofía Compañ Escalante     | 21   | 1.70     | Mérida             |
| Zacatecas           | Mariana Melo Treviño               | 19   | 1.69     | Sombrerete         |

## Sobre los Estados en Miss Earth México 2018

### Reemplazos
- Guerrero - Elsy Camacho renunció al título estatal y a su participación en la competencia nacional debido a cuestiones con la organización estatal. Fue reemplazada por Michelle Jaimes.
- Sonora - María José Antillón renunció al título estatal y a su participación en la competencia nacional debido a cuestiones personales. Fue reemplazada por Karen Flores.
- Tabasco - Ximena Roa renunció al título estatal y a su participación en la competencia nacional un día antes de la concentración. Fue reemplazada por Yaritza Rivera.

## Crossovers
| Miss Tierra - 2018: Michoacán - Melissa Flores (Miss Earth-Fire) Miss Universo - 2023: Michoacán - Melissa Flores The Miss Globe - 2020: Hidalgo - Rubí Moreno (No Compitió) - 2018: Nuevo León - Paola Tanguma Miss Freedom of the World - 2024: Ciudad de México - Yohana Mejorada (No Compitió) - 2018: Puebla - Alondra Cabrera (Ganadora) Miss Tourism World (Intercontinental) - 2019: Querétaro - Lorena González (Top 10) Miss Atlántico Internacional - 2018: Chihuahua - Karen Cárdenas Reina Internacional del Trópico - 2018: Chiapas - Anielka Siles (Ganadora) International Tourism Image Ambassador - 2020: Hidalgo - Rubí Moreno (No Compitió) Miss Cappadocia - 2019: Ciudad de México - Yohana Mejorada Miss Eurasia - 2023: Ciudad de México - Yohana Mejorada (2.ª Finalista) Miss Teenager - 2015: Sinaloa - Rubí Pérez (Miss Teenager Earth/4.ª Finalista) Miss Teen International H2O Ambassador - 2015: Sinaloa - Rubí Pérez (Top 6) Miss Petite Universe International - 2016: Aguascalientes - Elizabeth Salas (1.ª Finalista) - Representando a Riviera Maya Miss Universe Mexico - 2025: Quintana Roo - Michelle Domínguez (Por Competir) Mexicana Universal - 2025: Querétaro - Lorena González (No Compitió) - 2023: Michoacán - Melissa Flores (Ganadora) - 2019: Sinaloa - Rubí Pérez (Top 20) Miss Globe México - 2017: Guanajuato - Alexia Zazueta Miss Mundo Prehispánico México - 2018: Ciudad de México - Yohana Mejorada - Representando a Quintana Roo Reina Belleza Universo México - 2016: Puebla - Alondra Cabrera Teen Universe México - 2016: Querétaro - Lorena González Miss Teen Continental México - 2017: Tamaulipas- Eréndira Sobrevilla Miss Teenager México - 2015: Sinaloa - Rubí Pérez (Designada) Miss Petite Universe México - 2016: Aguascalientes - Elizabeth Salas (Miss Petite Universe R.M.) Miss Teen International H2O Ambassador México - 2015: Sinaloa - Rubí Pérez (Designada) Flor más Bella del Campo - 2017: Tamaulipas - Eréndira Sobrevilla Reina de Folclore México - 2016: Sinaloa - Rubí Pérez (1.ª Princesa) Miss Earth Sinaloa - 2017: Sinaloa - Rubí Pérez (Miss Earth Sinaloa-Water) Miss Earth Veracruz - 2018: Tabasco - Yaritza Rivera Miss Universe Quintana Roo - 2025: Quintana Roo - Michelle Domínguez (Designada) Mexicana Universal Chihuahua - 2023: Chihuahua - Karen Cárdenas - 2021: Chihuahua - Karen Cárdenas Mexicana Universal Ciudad de México - 2021: Ciudad de México - Yohana Mejorada Mexicana Universal Guerrero - 2017: Guerrero - Michelle Jaimes | Mexicana Universal Hidalgo - 2023: Hidalgo - Rubí Moreno Mexicana Universal Michoacán - 2022: Michoacán - Melissa Flores (Ganadora) Mexicana Universal Nayarit - 2019: Nayarit - Itzel López (1.ª Finalista) - 2017: Nayarit - Itzel López Mexicana Universal Nuevo León - 2017: Nuevo León - Paola Tanguma Mexicana Universal Oaxaca - 2021: Oaxaca - Jemima Camacho - 2019: Oaxaca - Jemima Camacho Mexicana Universal Querétaro - 2023: Querétaro - Lorena González (Ganadora) Mexicana Universal Quintana Roo - 2017: Quintana Roo - Michelle Domínguez (2.ª Finalista) Mexicana Universal Sinaloa - 2018: Sinaloa - Rubí Pérez (1.ª Finalista) Nuestra Belleza Querétaro - 2016: Guanajuato - Alexia Zazueta Miss Chihuahua - 2019: Chihuahua - Karen Cárdenas Miss Ciudad de México - 2017: Estado de México - Mariel Guerrero (1.ª Finalista) Miss Guerrero - 2021: Guerrero - Michelle Jaimes Miss Nuevo León - 2019: Nuevo León - Paola Tanguma Miss Quintana Roo - 2018: Quintana Roo - Michelle Domínguez Miss Globe Guanajuato - 2017: Guanajuato - Alexia Zazueta (Miss Teen Globe) Reina Belleza Puebla - 2016: Puebla - Alondra Cabrera (Ganadora) Miss Mundo Prehispánico Quintana Roo - 2018: Ciudad de México - Yohana Mejorada (Ganadora) Reina de Folclore Sinaloa - 2016: Sinaloa - Rubí Pérez (Ganadora) Teen Universe Querétaro - 2016: Querétaro - Lorena González (Ganadora) Miss Teen Continental Tamaulipas - 2017: Tamaulipas - Eréndira Sobrevilla (Ganadora) Miss Petite Universe Aguascalientes - 2016: Aguascalientes - Elizabeth Salas (Ganadora) Flor más Bella del Campo Oaxaca - 2019: Oaxaca - Jemima Camacho (Ganadora) Flor más Bella del Campo Tamaulipas - 2017: Tamaulipas - Eréndira Sobrevilla (Ganadora) Linda Campechana - 2016: Campeche - Diana Rodríguez (Ganadora) Diosa Colhuacán - 2015: Sinaloa - Carla Sánchez (Ganadora) Reina del Baile de Embajadoras Elota - 2017: Sinaloa - Carla Sánchez (Ganadora) Reina de la Feria Nacional de Durango - 2017: Durango - Fernanda Álvarez (Ganadora) Reina Feria Nacional de la Piña - 2017: Oaxaca - Jemima Camacho (Ganadora) Reina FERECA - 2018: Zacatecas - Mariana Melo (Ganadora) Reina de la Feria del Sombrero - 2012: Guerrero - Michelle Jaimes Señorita Tec - 2017: Chihuahua - Karen Cárdenas (Ganadora) Señorita Tierra Caliente - 2016: Guerrero - Michelle Jaimes (Ganadora) |